# قلنسوي صغير أزرق القبعة (فطر)
قلنسوي صغير أزرق القبعة (الاسم العلمي: Mycena subcyanocephala)(ملاحظة 1) هو نوع حديث الاكتشاف من الفطريات يتبع عائلة القلنسوية، أقرب الأنواع إليه نوع قلنسوي متقطع، يعتبر أحد أصغر أنواع الفطر المعروفة في العالم الآن.

## نظرة عامة
الفطر أبيض اللون بقبعة زرقاء، ويتميز بحجمه الصغير جدًا، اذ لا يتجاوز ارتفاعه 1 مليمتر (0.039 بوصة) ما يجعله صعب الملاحظة، يمكن إيجاده في مناطق المناخ المداري في تايوان ينمو على الأشجار الميتة ويتغذى على تحليلها لذا فهو يلعب دور مهم في النظام البيئي.
الفطر من النوع السام لكونه يحتوي على مركب المسكارين السام.

## هوامش
- ملاحظة 1: تمت ترجمة المسمى العربي عن اللغة الصينية (بالصينية: 近蓝盖小菇).

## طالع أيضًا
- فطر الكالوبوليتس كالوبس
- عيش الغراب